# Edgar Norton
Edgar Norton  (ur. 11 sierpnia 1868, zm. 6 lutego 1953) – brytyjsko-amerykański aktor sceniczny i filmowy.
Karierę rozpoczynał jako aktor sceniczny występując na deskach teatrów w Londynie i na Broadwayu. W 1916 roku zadebiutował w USA jako aktor filmowy. Zagrał w blisko 90 amerykańskich filmach zarówno niemych jak i dźwiękowych.

## Filmografia[1]
- 1928: Człowiek, który się śmieje (The Man Who Laughs) jako wysoki kanclerz
- 1930: Madame Du Barry (Du Barry, Woman of Passion) jako Renal
- 1931: Doktor Jekyll i pan Hyde (Dr. Jekyll and Mr. Hyde) jako Poole
- 1935: Panowie w cylindrach (Top Hat) jako kierownik londyńskiego hotelu
- 1936: Córka Draculi (Dracula's Daughter) jako Hobbs
- 1939: Syn Frankensteina (Son of Frankenstein) jako Thomas Benson